# Doppelhaus Nürnberger Straße 47 / Hübnerstraße 15

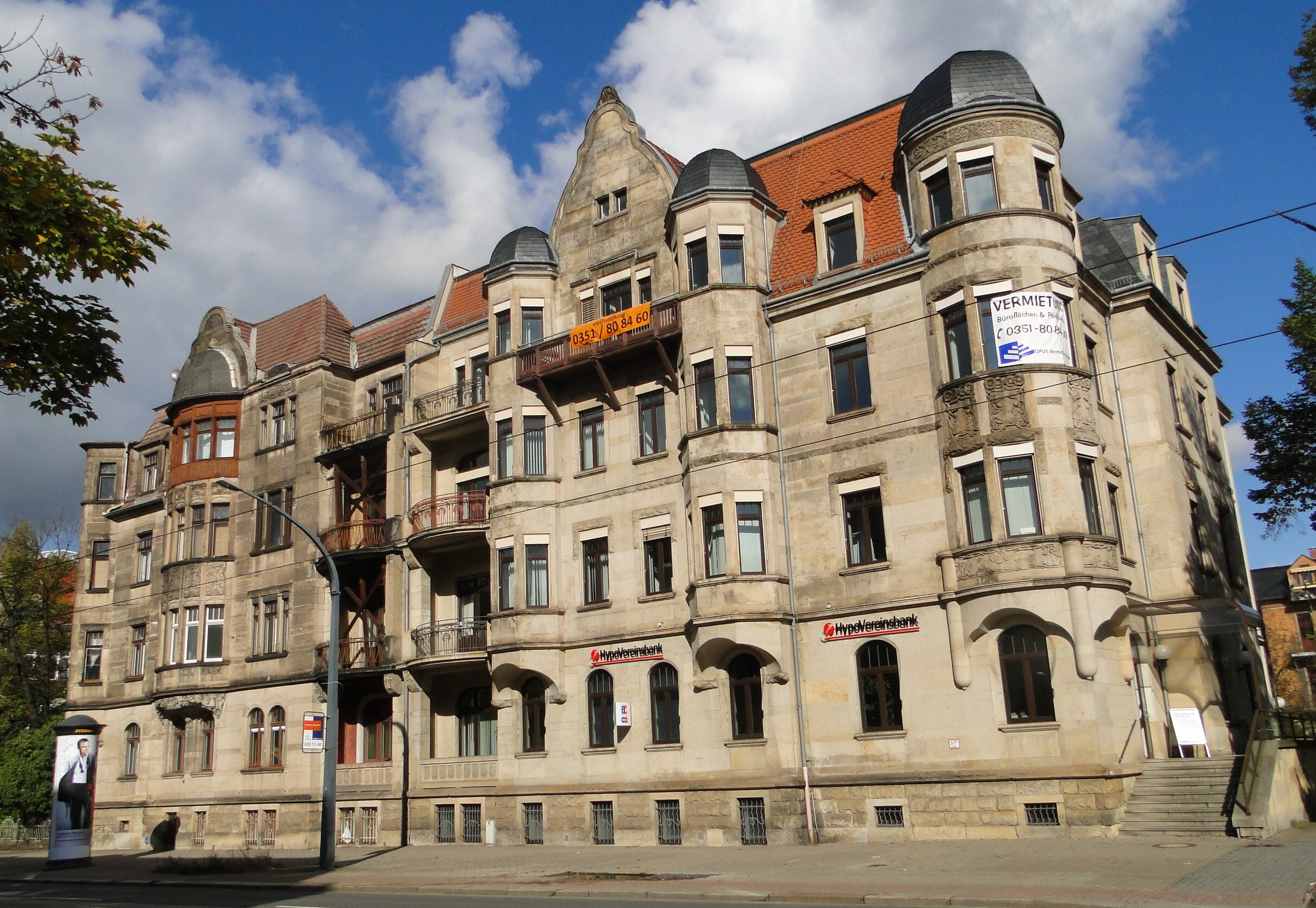
Nürnberger Straße 47 / Hübnerstraße 15

Das Doppelhaus Nürnberger Straße 47 / Hübnerstraße 15 ist ein denkmalgeschützter Jugendstilbau in der Dresdner Südvorstadt. Es befindet sich östlich des Nürnberger Eis an der Nordseite der Nürnberger Straße mit einer Seitenfassade an der Hübnerstraße. Bemerkenswert ist die Ornamentik der aufwendig gestalteten Sandsteinfassaden. So schmücken ein in Sandstein gearbeitetes Blattwerk und naturalistisches Dekor den konvex gekrümmten Sandsteinerker. Über dem halbrunden Erker erhebt sich als oberer Abschluss ein barockisierender Schweifgiebel.
Das mit aufwändigen Sandsteinfassaden gestaltete viergeschossige Gebäude wurde 1904 für den Bauunternehmer Robert Paul Rischke erbaut. Der Altbau hat den Krieg unbeschädigt überstanden.